# La mujer y el paisaje
La mujer y el paisaje (en alemán Die Frau und die Landschaft) es una novela corta del escritor austriaco Stefan Zweig publicada en 1922.
En español hay una edición recopilatoria de pequeños relatos de Zweig bajo este nombre, que incluye, además de la novela homónima, cinco obritas más, como Conocimiento casual de un oficio, Wondrak, Obligación impuesta, Declive de un corazón y Resistencia de la realidad.

## Argumento
En un valle del Tirol, durante un verano muy cálido de principios del siglo XX, en una escuela, un joven se encuentra frente a una chica, entusiasmada por el buen tiempo. Durante una noche de sonambulismo, sacia su sed besando a la joven, pero por la mañana, todo recuerdo de esos besos se ha ido, arrastrado por la lluvia pesada.

## Interpretación
El cuento puede ser visto al menos dos perspectivas complementarias. Por un lado, la chica puede ser considerada como una alegoría de la situación presente, seca y en espera de que la lluvia haga renacer nuevos motivos o pasiones. Por otro lado, se pueden ver las reiteradas peticiones y la realización de un acto durante el sueño como la traducción de una especie de obsesión. El intercambio de opiniones entre Zweig y Sigmund Freud, con quién mantenía fuertes lazos intelectuales, podría haber influido en la escritura de esta pieza por el autor.